# 宋宣公
宋宣公（？—前729年），中國西周時期宋國君主。子姓，名力。
宋武公之子。宋宣公死，不傳子與夷，而傳位弟子和，說：“父死子繼，兄死弟及，天下通義也。” 